# Matadi
Matadi je přístavní město v Konžské demokratické republice a hlavní město provincie Bas-Congo. Nachází se na levém břehu řeky Kongo mezi Kinshasou a Atlantským oceánem. U města se nachází Pont Matadi – jediný most na dolním toku řeky Kongo. Matadi založil Sir Henry Morton Stanley v roce 1879. Bylo strategicky důležité, protože šlo o poslední splavný přístav na řece Kongo a zároveň nejdále ve vnitrozemí Svobodného státu Kongo.

## Doprava
Přístav je největší v Konžské demokratické republice. V přístavu začíná železniční trať Matadi – Kinshasa, která spojuje město s hlavním městem Kinshasa.